# Eli Danker
Eli Danker (Israel, 12 de octubre de 1948) es un actor Israelí que ha aparecido en numerosas películas y series de televisión. Eli Danker es padre del cantante, modelo y actor Ran Danker.
Hizo su debut profesional en la televisión en el programa de comedia Nikui Rosh, mientras que en el cine interpretó a Judas Iscariot en la película Jesús (1979). También participó en películas israelíes como Gabi Ben Yakar (1982) y B'Yom Bahir Ro'im et Dameshek (1983). 